# Yun Hyon-hi
Yun Hyon-hi (9 de setembro de 1992) é uma futebolista norte-coreana que atua como atacante.

## Carreira
Yun Hyon-hi integrou o elenco da Seleção Norte-Coreana de Futebol Feminino, nas Olimpíadas de 2012. 